# Gregory Nelson
Gregory Nelson (Amsterdam, 31 gennaio 1988) è un ex calciatore olandese, di ruolo attaccante.

## Palmarès

### Club

#### Competizioni nazionali
- Coppa di Bulgaria: 1

CSKA Sofia: 2010-2011
- Supercoppa di Bulgaria: 1

CSKA Sofia: 2011